# Jhargram
Jhargram (en bengalí: ঝাড়গ্রাম ) es una ciudad de la India, en el distrito de Midnapore occidental, estado de Bengala Occidental.

## Geografía
Se encuentra a una altitud de 82 m s. n. m. a 171 km de la capital estatal, Calcuta, en la zona horaria UTC +5:30.

## Demografía
Según estimación 2010 contaba con una población de 63 729 habitantes.